# Kunturiri (Sajama)
Kunturiri (aymara kunturi kondor, -(i)ri suffix, också Condoriri) är ett berg i Bolivia.   Det ligger i departementet Oruro, i den västra delen av landet, 300 km väster om huvudstaden Sucre. Toppen på Kunturiri är 4 489 meter över havet, eller 279 meter över den omgivande terrängen. Bredden vid basen är 5,2 km.
Terrängen runt Kunturiri är huvudsakligen kuperad, men österut är den platt. Trakten är glest befolkad. 